# 클리노믹스 (기업)
클리노믹스(Clinomics Inc.)는 대한민국의 바이오 빅데이터 기반 질병예측 및 진단 기업이다. 본사는 울산광역시 울주군 언양읍 유니스트길 50 251동 312호에 위치해 있으며 대표이사는 정종태와 김병철이다. 암 조기진단 기술을 개발한다
 다중오믹스 및 액체생검 기반의 파이프라인을 가지고 있다. 

## 같이 보기
- 클리노믹스

## 참고문헌
1. ↑  한송협, 대신증권 IPO 주관사 의무공표 자료-클리노믹스, 2023년 6월 26일
2. ↑  김미나, 한국IR협의회 기술분석보고서-클리노믹스, 2021년 8월 5일
3. ↑  클리노믹스, 다중오믹스 기반 생체나이 예측 기술 특허 등록, 히트뉴스, 2024년 2월 13일
4. ↑  클리노믹스 최대주주 박종화 의장, 지분 5.42% '블록딜' 매각, 히트뉴스, 2023년 7월 13일
5. ↑  클리노믹스, 폐암·폐질환 구분 진단기술 임상 평가 종료, 히트뉴스, 2024년 1월 25일